# 9927 Tyutchev
9927 Tyutchev là một tiểu hành tinh vành đai chính. Nó quay quanh Mặt Trời mỗi 3.30 năm.
Được phát hiện ngày 3 tháng 10 năm 1981 bởi Lyudmila Karachkina ở Đài vật lý thiên văn Crimean, tên chỉ định của nó là "1981 TW1". It was later renamed "Tyutchev" after the Russian poet "Fedor Ivanovich Tyutchev".